# General Belgrano II
General Belgrano II is een Argentijns poolstation in Antarctica.

## Geschiedenis
In 1955 werd door generaal Hernan Pujato het eerste Belgrano station gesticht, jarenlang de meest zuidelijke basis. Op 5 februari 1979 werd het Belgrano II geopend ter vervanging van de vorige. Een derde basis, Belgrano III, was operationeel van 1980 to 1984, maar het tweede station is tegenwoordig het enige gebruikte station en is nog altijd de meest zuidelijke permanent bemande basis van Argentinië.
Het station wordt onderhouden door het Argentijnse leger (net zoals alle andere Argentijnse bases op Antarctica). Het wordt echter gebruikt door het Instituto Antartico Argentino.